# Nowosmolenskaja
Nowosmolenskaja (ros. Новосмоленская) – towarowa stacja kolejowa w miejscowości Smoleńsk, w obwodzie smoleńskim, w Rosji.